# Кэмпбелл, Джессика (хоккеистка)
Дже́ссика И́ви Кэ́мпбелл (англ. Jessica Eve Campbell; род. 24 июня 1992, Мусомин, Саскачеван) — канадская хоккеистка и хоккейный тренер. Помощник главного тренера «Сиэтл Кракен» Дэна Байлсмы, первая женщина-тренер в истории НХЛ.

## Биография

### Игровая карьера
На чемпионате мира по хоккею среди юниорок принесла победу сборной Канаде в финале турнира, забросив победную шайбу в овертайме в ворота сборной США; матч завершился со счётом 5:4 в пользу «кленовых». На турнире набрала 15 очков, став лучшим бомбардиром, и была признана MVP турнира.
В течение четырёх сезонов играла за «Корнелл Биг Ред», команду представляющую Корнеллский университет; по итогам сезона 2013/14 набрала 36 очков (14+22). В 2014 году стала игроком «Калгари Инферно», команды представляющей Канадскую женскую хоккейную лигу.
В составе сборной Канады стала серебряным призёром чемпионата мира 2015 года, где сыграла 5 игр, не набрав ни одного очка.

### Тренерская карьера
В мае 2022 года входила в тренерский штаб мужской сборной Германии на чемпионате мира по хоккею. В июле того же года стала помощником Дэна Байлсмы, главного тренера клуба АХЛ «Коачелла Вэлли Файрбёрдс», фарм-клуба клуба НХЛ «Сиэтл Кракен». Она стала первой женщиной-тренером, которая начала работать в АХЛ на постоянной основе.
3 июля 2024 года стала ассистентом Байлсмы в «Сиэтл Кракен», что сделало её первой женщиной-тренером, оказавшейся на тренерской скамейке в истории НХЛ. Она дебютировала в новой должности 8 октября в матче регулярного чемпионата против «Сент-Луис Блюз», который «Кракен» проиграли со счётом 2:3.